# Chip (Zeitschrift)
Das Technikmagazin Chip (eigene Schreibweise: CHIP) wird seit 1978 in Deutschland herausgegeben und entwickelte sich gemessen an der Auflage zeitweise zum Marktführer.
Chip betreibt eines der größten deutschen Technik-Testzentren mit über 1500 Produkttests pro Jahr.

## Geschichte
Die Gründung geht auf Kurt Eckernkamp, Vorstand des damaligen Vogel-Verlags, zurück. Im September 1978 erschien die erste Ausgabe.
Im Jahr 2000 erfolgte zunächst ein 50/50-Joint Venture mit Hubert Burda Media; 2007 übernahm Burda Chip vollständig. Seit Anfang 2008 erschien sie im Verlag Chip Communications GmbH, einer Tochtergesellschaft der Chip Holding, die wiederum zu einhundert Prozent zu Burda gehörte.
Ab April 2024 wurden die gedruckten Magazine Chip und Chip Foto-Video an Five Monkeys Media lizenziert. Chefredakteur ist seither Benjamin Lorenz.
Zum Erfolg von Chip trug die Expansion in über ein Dutzend weitere Länder bei.
In den ersten Heften standen noch Taschenrechner und Programmierung im Vordergrund. Anfang der 1980er verlagerte sich der Fokus auf Heimcomputer. Heute wird primär der nichtfachmännische, private Computernutzer angesprochen.
Inzwischen gibt es mehrere Produktableger:
- Chip Foto-Video erscheint seit 2003 monatlich und richtet sich an Interessierte der Digitalfotografie. Die verkaufte Auflage beträgt Stand 2022 12.227 Exemplare, ein Minus von 81,6 Prozent seit 2003.[7]
- Chip Test & Kauf erschien von 2004 bis 2010 monatlich und von 2011 bis 2015 zweimonatlich mit den Schwerpunkten Test und Kaufberatung. Die verkaufte Auflage sank von 203.117 Exemplaren im vierten Quartal 2004 auf 16.887 Exemplare im vierten Quartal 2015, ein Minus von 91,7 Prozent.[8]
- Chip tvtest (bis 10/2012 unter dem Namen Chip HD-Welt) erscheint seit Mai 2013 dreimonatlich als 36-seitige Beilage der Chip (2-DVD-Ausgabe)[9], und zwar jeweils in den Ausgaben 3, 6, 9 und 12.
- Chip Wissen erscheint seit Juni 2018 zweimonatlich als Jugendmagazin mit den Schwerpunkten Naturwissenschaft und Technik.[10]

Hinzu kommen verschiedene Special-Ausgaben, die in unregelmäßigen Abständen erscheinen und jeweils ein aktuelles Schwerpunktthema aus der digitalen Welt behandeln.
Die Chip-Hefte gab es bis 6/2019 in verschiedenen Versionen:
- Chip Magazin (ohne DVD)
- Chip mit DVD
- Chip Premium (mit 2 DVDs)

seit 7/2019
erscheint ein Chip-Heft
- CHIP Plus welches die früheren Versionen vereint.

Die DVDs sind nun ausschließlich virtuell, mit Code im Heft, online abrufbar (Preis Stand 8/2019: 7,95 €; 4/2024: 8,95 €).
Das CHIP Magazin gibt es als PDF-Download (4 €).

## Auflage
Chip hat in den vergangenen Jahren erheblich an Auflage eingebüßt. Die verkaufte Auflage ist seit 1998 um 83,4 Prozent gesunken. Sie beträgt gegenwärtig 54.394 Exemplare. Das entspricht einem Rückgang von 273.419 Stück. Der Anteil der Abonnements an der verkauften Auflage liegt bei 68,1 Prozent.
| 1998   | 1999   | 2000   | 2001   | 2002   | 2003   | 2004   | 2005   | 2006   | 2007   | 2008   | 2009   | 2010   | 2011   | 2012   | 2013   | 2014   | 2015   | 2016   | 2017   | 2018   | 2019  | 2020  | 2021  | 2022  | 2023  | 2024  |
| ------ | ------ | ------ | ------ | ------ | ------ | ------ | ------ | ------ | ------ | ------ | ------ | ------ | ------ | ------ | ------ | ------ | ------ | ------ | ------ | ------ | ----- | ----- | ----- | ----- | ----- | ----- |
| 327813 | 326973 | 343818 | 450773 | 413387 | 424174 | 401086 | 402787 | 408727 | 402288 | 406631 | 364199 | 329867 | 254022 | 226078 | 213763 | 194424 | 177965 | 163285 | 153003 | 143490 | 88777 | 81358 | 82548 | 77417 | 64170 | 56045 |

| 1998  | 1999   | 2000   | 2001   | 2002   | 2003   | 2004   | 2005   | 2006   | 2007   | 2008   | 2009   | 2010   | 2011   | 2012   | 2013  | 2014  | 2015  | 2016  | 2017  | 2018  | 2019  | 2020  | 2021  | 2022  | 2023  | 2024  |
| ----- | ------ | ------ | ------ | ------ | ------ | ------ | ------ | ------ | ------ | ------ | ------ | ------ | ------ | ------ | ----- | ----- | ----- | ----- | ----- | ----- | ----- | ----- | ----- | ----- | ----- | ----- |
| 85361 | 107882 | 124821 | 143740 | 161386 | 159782 | 163823 | 154925 | 144471 | 137327 | 139300 | 136278 | 124962 | 110922 | 101026 | 91852 | 84766 | 79292 | 69923 | 64406 | 57654 | 48940 | 41604 | 39921 | 37803 | 38951 | 37607 |

## Chip Online
Chip Online ist das Internetportal der Marke Chip.
Auf Chip Online findet man vor allem Testberichte zu IT- und Telekommunikationsprodukten sowie Verbraucherberatung rund um diese Produkte. Außerdem bietet Chip verschiedene Free- und Shareware-Programme zum Herunterladen. Sicherheitsexperten warnen jedoch davor, denn Chip fügt diesen potentiell unerwünschte Programme hinzu. Chip Online betreibt zudem einen Preisvergleich.
Ein Konkurrent, das von Gruner + Jahr betriebene Internetportal Computer Channel, wurde 2002 eingestellt.
Betrieben wird die Seite von der Chip Digital GmbH, die neben Chip Online seit Februar 2007 Download.Chip.eu im Internet publiziert (mittlerweile im Stillstand). Bis Ende September 2012 firmierte das Unternehmen als Chip Xonio Online GmbH. Das Handyportal Xonio wurde 2009 in chip.de integriert. Die Chip Digital GmbH hat rund 200 feste Mitarbeiter und ist eine hundertprozentige Tochter von Hubert Burda Media.

## Weitere Internet-Angebote
Unabhängig von Chip Online betreibt die Redaktion der Chip Communications zusätzliche Online-Portale, wovon einige bereits eingestellt wurden. Zwei davon, officewissen.net und pcwissen.net, standen in enger Beziehung zum Printobjekt Chip und hielten Tipps und Anleitungen zu den Anwendungen des Microsoft Officepaketes beziehungsweise zu PC-Themen generell bereit. Die Portale sind mittlerweile nicht mehr verfügbar. Daneben bot das eher Lifestyle-orientierte Zehn.de Bestenlisten aus den Bereichen Motor, Digital, Lebensart u. a., aber die Seite wurde zum 1. März 2016 eingestellt.
Über den hauseigenen Onlineshop Chip Kiosk können Chip-Specials, -Magazine, -DVDs und Downloads erworben werden.